# Крузе, Аполлон Яковлевич
Аполлон Яковлевич Крузе (15 (27) декабря 1892 года, Санкт-Петербург — 6 мая 1967 года, Ленинград) — советский военачальник, генерал-лейтенант. Единственный военачальник, получивший чин генерала сначала в белогвардейских войсках во время гражданской войны, а затем в Красной Армии и не подвергавшийся репрессиям.

## Биография
Уроженец Санкт-Петербурга. Из дворян. Образование получил в классической гимназии (1910). Окончил Владимирское военное училище (1912). Служил в Русской императорской армии — подпоручик 91-го пехотного Двинского полка (1912), командир роты.

## Первая мировая война
Получил ранение под Краковом (05.11.1914), находился на лечении. В феврале 1915 вернулся на фронт. 6 апреля 1915 контужен. С августа 1915 — начальник команды разведчиков, командир роты, батальона. Ранен осколками снаряда в лицо и правое бедро. Окончил ускоренные курсы Николаевской военной академии (1917). С 1 февраля 1917 — старший адъютант штаба 19-й Сибирской стрелковой дивизии. С 26 июня 1917 — начальник штаба 23-й пехотной дивизии в 18-м армейском корпусе. С 29 января 1918 — начальник 3-го организационного отделения штаба по формированию добровольческих частей на Румынском фронте при управлении генерал-квартирмейстера штаба фронта. Весной 1918 года мобилизован в РККА и 10 мая 1918 зачислен на старший курс Академии Генерального штаба.

## Участие в борьбе с большевиками
25 июля 1918, являясь слушателем академии, принял «активное участие в свержении советской власти в Екатеринбурге» и вступил в должность помощника коменданта Екатеринбурга. В начале августа 1918 командирован в штаб чехословацких войск на должность начальника штаба отряда Екатеринбургского района. Начальник штаба 4-й Сибирской стрелковой дивизии (26.08.1918—03.01.1919), затем начальник штаба 3-го Степного Сибирского армейского корпуса войск А. В. Колчака (с 05.01.1919). Исполняющий должность начальника штаба Южной группы войск Сибирской армии (с 19.04.1919), затем начальник штаба Южной группы генерал-лейтенанта Г. А. Вержбицкого в составе 2-й армии.

## ВРККА
В начале 1920 попал в плен к красным под Красноярском. Вступил в ряды РККА; направлен на преподавательскую работу. С февраля 1920 преподаватель и заведующий учебной частью 5-х Петроградских командных курсов. Начальник и главный руководитель тактики 14-й Полтавской пехотной школы (с 06.1920). Руководитель тактики 1-й Петроградской пехотной школы (с 06.1922). Помощник начальника и начальник 1-й и 8-й Петроградских пехотных школ (с 10.1923). Начальник военной кафедры коммунистического университета в Ленинграде (с 09.1926). Окончил КУВНАС в Москве (10.1930-03.1931) и бронетанковые КУКС в Ленинграде (01.1932-03.1932). Начальник военной кафедры Высшей сельскохозяйственной школы имени Сталина (с 03.1932). Начальник военной кафедры Всесоюзного коммунистического университета в Ленинграде (с 11.1932). С апреля 1936 командир 187-го стрелкового полка 72-й стрелковой дивизии. С февраля 1937 года — в Военной академии РККА им. Фрунзе, преподаватель тактики, начальник курса на Курсах усовершенствования штабных командиров при академии, с марта 1941 преподаватель общей тактики.

## Великая Отечественная война
С июля 1941 в распоряжении Инспекции пехоты РККА. Ответственный представитель Главного управления формирования и укомплектования РККА на Северо-Западном, Южном и Юго-Западном фронтах (с 01.1942). Исполнял должность начальника штаба Сталинградской группы войск (с января 1943). Командир 93-й стрелковой дивизии (с июля 1943). Заместитель командира 10-го гвардейского стрелкового корпуса (с августа 1944). Командир 24-го гвардейского стрелкового корпуса на 2-м Украинском фронте (с 12 ноября 1944 по 11 мая 1945), отличившегося при освобождении Братиславы.

## Послевоенные годы

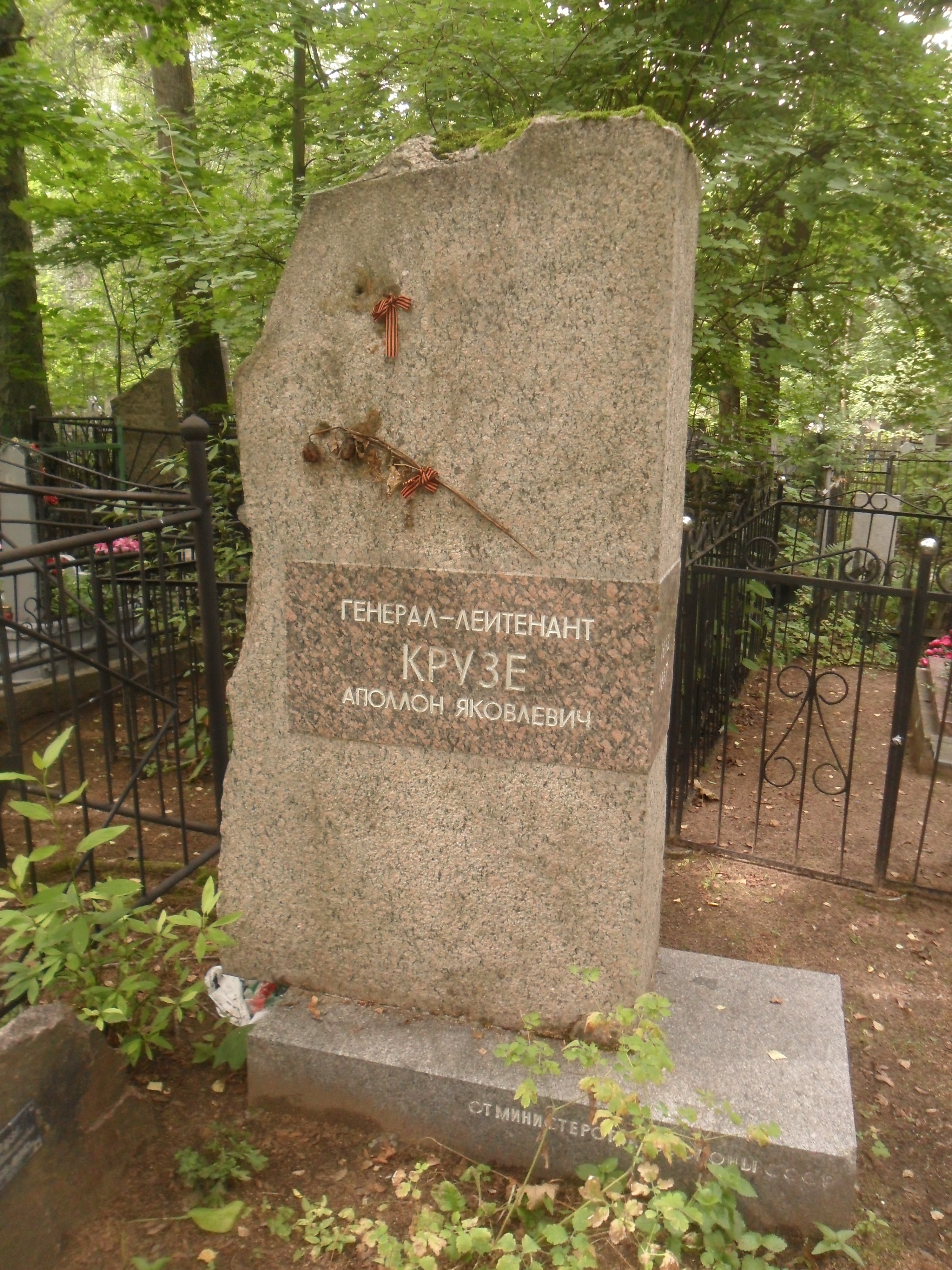
Могила Крузе на Богословском кладбище Санкт-Петербурга.

После войны командовал тем же корпусом в Одесском военном округе. С мая 1949 — ответственный представитель Главного управления формирования военных округов Управления формирования и укомплектования войск. С сентября 1950 — заместитель начальника Военной академии связи имени С. М. Будённого по оперативно-тактической подготовке. С февраля 1954 — начальник военной кафедры Ленинградского государственного института физкультуры имени П. В. Лесгафта. С ноября 1957 — в распоряжении управления кадров Сухопутных Войск. С февраля 1958 — в отставке. Несмотря на полтора года непрерывной борьбы против большевиков на Восточном фронте, в СССР никогда не подвергался репрессиям. Более того, в 1939 году он был принят в Коммунистическую партию.
Умер 6 мая 1967 года в Ленинграде. Похоронен на Богословском кладбище. Бронзовый портретный барельеф с надгробия похищен в 1997 году.

## Семья
Братья:
- Василий Яковлевич (1888—1916), поручик 145-го Новочеркасского полка, участник Первой мировой войны, награждён Аннинским оружием, умер от ран[6];
- Константин Яковлевич (1894—1915), поручик 105-го Оренбургского полка, участник Первой мировой войны, погиб в бою у дер. Липшана[7].

Сын — Кирилл (25.07.1923—10.11.1997).

## Награды
СССР
- орден Ленина (21.02.1945[9]);
- 3 ордена Красного Знамени (06.11.1943, 03.11.1944[9], 1950[9]);
- орден Суворова 2-й степени (13.09.1944);
- орден Кутузова 2-й степени (28.04.1945);
- орден Богдана Хмельницкого 2-й степени (19.03.1944);
- орден Отечественной войны 1-й степени (12.11.1943);
- медаль «XX лет РККА» (1938);
- медаль «За оборону Сталинграда» (1943);
- медаль «За освобождение Белграда» (15.11.1945[10])
- медаль «За освобождение Праги» (15.11.1945[11])
- другие медали СССР.

Российской Империи и государства Российского
- Георгиевское оружие (5.11.1914) — за то, что по личной инициативе атаковал дер. Порованов-Иванов, выбил германцев из трех рядов окопов, захватил в плен 12 офицеров и 468 солдат и, будучи два раза ранен, не оставил поле сражения;[12]
- Орден Святого Владимира 4 степени с мечами и бантом (1917);
- орден Святой Анны 3-й степени с мечами и бантом (15.06.1915);
- орден Святой Анны 4-й степени с надписью «За Храбрость» (19.12.1914);
- орден Святого Станислава 2-й степени с мечами (9.05.1915);
- орден Святого Станислава 3-й степени с мечами и бантом (15.03.1915);
- орден Святого Владимира 3-й степени с мечами (21.03.1919, «за отличия в делах против большевиков»)

## Воинские звания

### В Русской императорской армии
- Подпоручик (1912)
- Поручик (1914)
- Штабс-капитан (1916)
- Капитан (1916, за отличия, оказанные в бою).
- Подполковник (1917)

### В Белой армии
- Полковник (03.12.1918)
- Генерал-майор (19.09.1919, за отличия)

### В Красной армии
- Полковник (1936)
- Генерал-майор (25.10.1943)
- Генерал-лейтенант (11.05.1949)